# ماسارو یامادا
ماسارو یامادا (انگلیسی: Masaru Yamada؛ زادهٔ ۱۴ ژوئن ۱۹۹۴) شمشیرباز اهل ژاپن است.